# Luc de Tuy
Luc de Tuy ou Lucas de Tuy, appelé el Tudense (León, seconde moitié du XIIe siècle - Tui 1249), est un ecclésiastique et intellectuel espagnol, connu pour son travail d'historien. Il a occupé les dignités ecclésiastiques de chanoine à San Isidoro de León et d'évêque de Tui.
En tant que chanoine à León (1221-1239), Luc eut à défendre la cause d'Isidore de Séville (De Miraculis Sancti Isidori). Il a voyagé à Rome, Constantinople, Chypre, Jérusalem, Arménie et France. Il affirme avoir vu les supposés quatre clous de la Crucifixion de Jésus Christ, un en France, un autre à Nazareth, un autre en Tarse et le quatrième à Constantinople. En 1233 ou 1234, il a passé la fête de Pâques à Rome et de 1239 jusqu'à sa mort, il a été évêque de Tui.
Dans le De altera vita fideique controversiis adverus Albigensium errores 1234, il a combattu l'hérésie albigeoise en s'inspirant de saint Isidore et de saint Jérôme. À la demande de la reine Bérengère de Castille, il écrit en 1236 le Chronicon mundi, son œuvre principale. Elle traite de l'histoire depuis les origines du monde jusqu'en 1236 et présente un double aspect, universel et péninsulaire. Elle se divise en quatre parties et les sources principales sont Paul Orose, Hydace de Chaves, Jean de Biclar, Isidore de Séville, les chroniques dites d'Alphonse III, l'Historia Silense et Sampiro. Elle ambitionne être une réplique aux grandes histoires universelles qui étaient si populaires à cette époque en Europe, ainsi qu'une actualisation de l'œuvre historique d'Isidore de Séville. Elle renoue avec la tradition des chroniques recompilées du royaume de León. 
Il est également l'auteur d'un récit de vision offert à Jacques de Vitry.

## Source
- (es) Cet article est partiellement ou en totalité issu de l’article de Wikipédia en espagnol intitulé « Lucas de Tuy » (voir la liste des auteurs).

### Œuvres
- De altera vita fideique controversiis adverus Albigensium errores (1234), MBVP, Lyon, 1677, vol. 13, p. 193-251.

### Études
- Davis, Gifford (1935). "The Development of a National Theme in Medieval Castilian Literature." Hispanic Review, 3:2 (April), p. 149–161.
- Falque, Emma (2002). "Lucas de Túy y Rodrigo Jiménez de Rada: diferencias y similitudes en la narración histórica." Colloquium: Rodrigue Jiménez de Rada (Castille, 1re moitié du XIIIe siècle) : histoire, historiographie, University of Salamanca.
- Falque, Emma (2003). Lucae Tudensis Chronicon Mundi. Corpus Christianorum: Continuatio Mediaevalis, LXXIV. Turnhout: Brepols.
- Fraker, Charles F. (1978). "Alfonso X, the Empire and the Primera crónica." Bulletin of Hispanic Studies, 55:2 (April), p. 95–103.
- Franklin, Albert B. III (1937). "A Study of the Origins of the Legend of Bernardo del Carpio." Hispanic Review, 5:4 (October), p. 286–303.
- Gutiérrez, M. T.; Trobajo, A. (1993). "The Ends in Lucas de Tuy's «Book of the Miracles»." Studium legionense, 34, pp. 241–268.
- Roth, Norman (1976). "The Jews and the Muslim Conquest of Spain." Jewish Social Studies, 38:2 (Spring), p. 145–59.
- Roth, Norman (1981). "Jews and Albigensians, in the Middle Ages: Lucas of Tuy on Heretics in León." Sefarad, 41:1, p. 71–94.
- Russell, J. C. (1938). "Chroniclers of Medieval Spain." Hispanic Review, 6:3 (July), p. 218–235.